# Tolteci

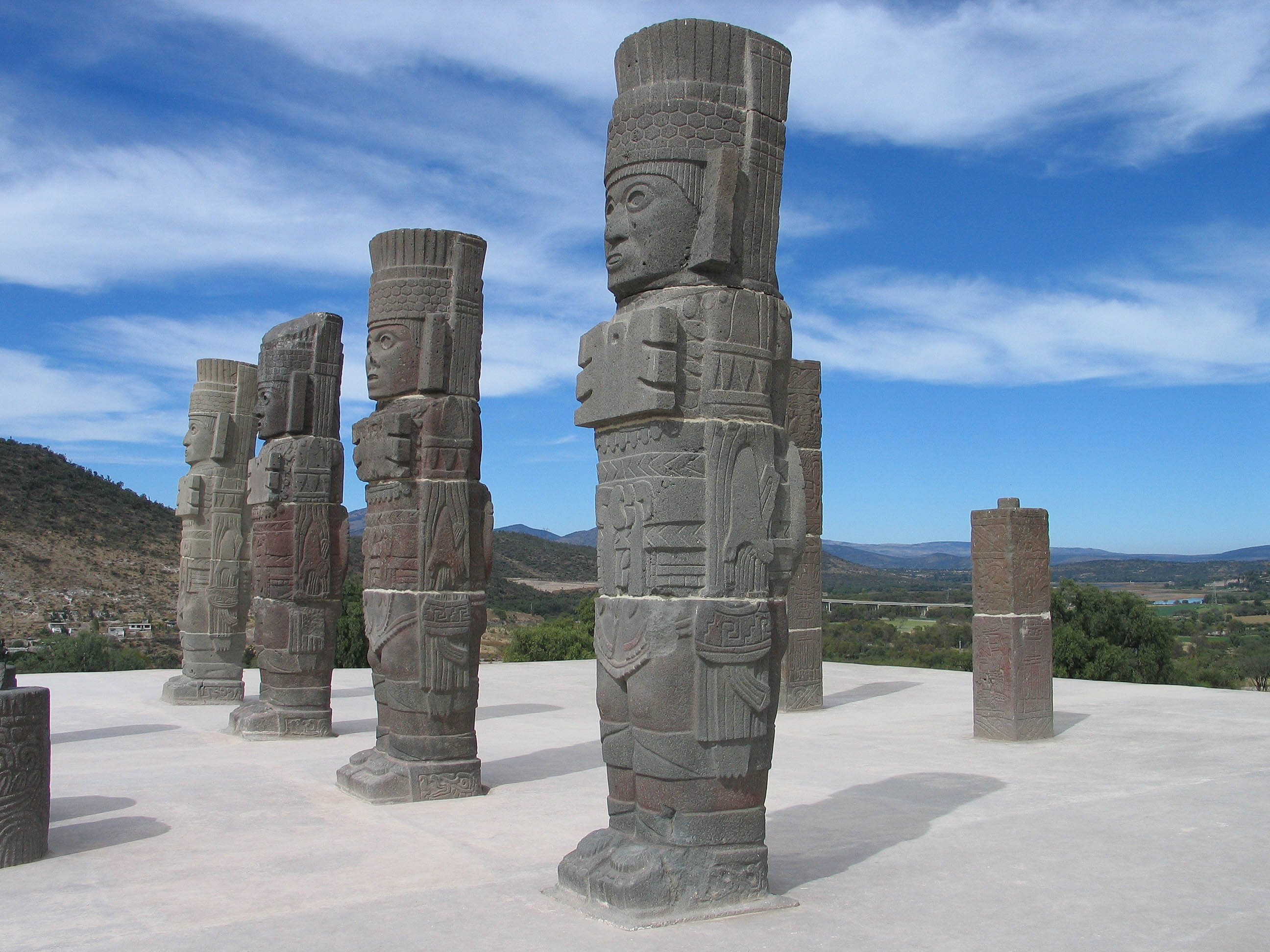
Coloană de războinici tolteci la Tula, Mexic.

Toltecii au format o civilizație mezoamericană avansată pe pământurile unde se află astăzi Mexicul, predecesoare aztecilor, în perioada 800 - 1000 d.Hr. Cultura aztecă de mai târziu i-au considerat pe tolteci predecesorii lor civilizați, descriind cultura toltecă provenind din Tollan ['a ː l ː un ː n] (nahuatl pentru Tula), ca simbol al civilizației, într-adevăr, în limba nahuatl cuvântul Tōltēcatl [a ː l'te ː kat͡ɬ] (singular) sau Tōltēcah [a ː eu te ː kaʔ] (plural) au preluat sensul de "artizan". Tradiția orală și pictografică au descris, de asemenea, istoria imperiului Toltec oferind liste de conducători și ale faptelor acestora. Printre oamenii de știință moderni, este o chestiune de dezbatere dacă povestirilor aztece ale istoriei toltece ar trebui să li se acorde credibilitate ca descrieri ale unor evenimente istorice reale.

## Imperiul Toltec
Toltecii au stabilit un vast imperiu în centrul Mexicului în jurul anilor 500 -1000 d.Hr., acesta se întindea și în Yucatan și cuprindea și alte foste regiuni maiașe.